# Cerámica Anaranjado Delgado

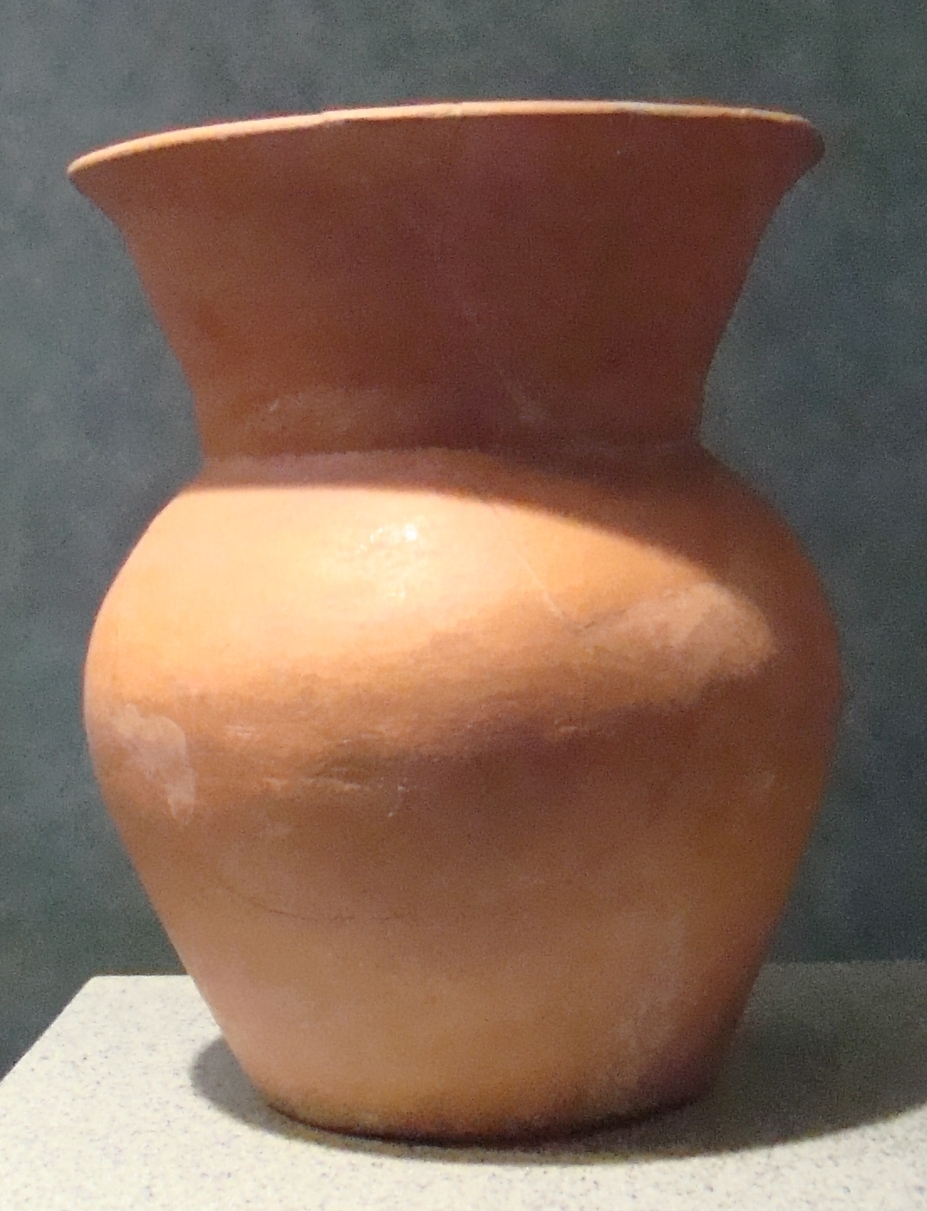
Vasija del tipo Anaranjado Delgado, hallada en Teotihuacán.

La cerámica Anaranjado Delgado (o Anaranjado Fino o en inglés, Anaranjado Fine) es un tipo de cerámica de gran difusión en Mesoamérica durante el Período Clásico (ss. II-VII/VIII d. C.). Su difusión en muchas regiones del área mesoamericana se debe a las redes comerciales encabezadas por Teotihuacán, en el valle de México. Sin embargo, los materiales confeccionados con esta técnica no son originarios de Teotihuacán. Se sabe que el centro de producción de la cerámica Anaranjado Delgado es la región de la Mixteca Poblana, en torno a la actual población de San Juan Ixcaquixtla. Es probable que los centros urbanos de Cuthá y Tepexi el Viejo —ocupados por popolocas y mixtecos— hayan florecido como resultado de la importancia del comercio de la cerámica Anaranjado Delgado. La cerámica de este tipo debe distinguirse de los objetos del Anaranjado San Martín, producido en una hacienda de alfareros de Teotihuacán, identificada como Hacienda Tlajinga 33.
Con la técnica Anaranjado Fino fueron confeccionados artículos utilitarios, como vajillas y recipientes para cocinar, pero también algunos artículos de índole ritual como demuestran los entierros descubiertos en zonas como Tetitla y La Ventilla en Teotihuacán, correspondientes a las fases Tlalmimilolpa y Xolalpa. La relación entre el uso de cerámica Anaranjado Delgado pintada con pigmentos rojos (cinabrio) y Teotihuacán es tan estrecha que su presencia en entierros de otras zonas de Mesoamérica se toma como indicador de la presencia de los teotihuacanos —es el caso de Kaminaljuyú y Tikal, en la actual Guatemala— La cerámica Anaranjado Delgado era muy apreciada en el Clásico mesoamericano y era un artículo destinado al uso de las élites. 